# Josi Sierra Orrantia
Josi Sierra Orrantia (Bilbao, 11 de julio de 1959) es un maestro, especialista en tecnología y educación y documentalista español.

## Biografía
Nació en Bilbao en 1959. En 1981 se diplomó en Profesorado de EGB por la Escuela de Magisterio Nuestra Señora de Begoña de Bilbao. Especialista en TIC y Educación, itinerario formativo del campus virtual compartido G9 (2008). En 2009 se licenció en Comunicación Audiovisual en el campus de Leioa de la Universidad del País Vasco.

### Trayectoria profesional
Ha trabajado en centros educativos públicos y privados y en centros de apoyo al sistema educativo como especialista en vídeo e Informática. Ha sido técnico del Instituto de Desarrollo Curricular (IDC), como responsable de Líneas Transversales.Ha sido realizador y guionista de videos educativos y director pedagógico de programas de TV educativa.Asesor técnico del programa TIC del Departamento de Educación del Gobierno Vasco, especializado en temas de comunicación, desde 2000 a 2019.
Participa en diferentes proyectos multimedia, como Conocity-Ciudad del Conocimiento Libre y Abierto, que recopila entrevistas a personajes claves en el conocimiento y el aprendizaje. Aprovechando las pausas en eventos las personas son entrevistadas en píldoras breves. Por medio de mapas conceptuales y con imágenes, los mensajes se van fijando, facilitando la comprensión de lo hablado y la expresión de ideas complejas.También realiza proyectos documentales de memoria histórica (Udaberri Galdua), y promoción del euskera (Zortzigarren Lurraldea).

## Filmografía
Algunos de sus trabajos como documentalista son:
- 2007 Abentura Antzokian: Paseo por el Arriaga con Lluis Pasqual. Estreno en ZINEBI 49.[8]
- 2009 Galdutako Udabarria. Documental sobre la Guerra Civil en Galdakao.[9][10]
- 2011 Internet desde Bilbao by Aprendices: historia de Internet contada por usuari@s de tecnología desde Bilbao ¿DONDE?.[11]
- 2013 Crónica Errante de Nestor Basterretxea. Estreno en ZINEBI 55.
- 2014 Magister in Memoriam. Homenaje a los 3 maestros de Zalduendo de Álava fusilados en Otsoportillo-Urbasa en 1936. Estreno ZINEBI 56.[12][13]
- 2016 Magister in Memoriam 1936-2016: versión 80 años después del suceso.
- 2017 Galdutako Udabarria Plazakoetxeko Bonbardaketa 1937.[14]
- 2020 Mikel Zarate Bihotz Zabaleko Ameslaria. Estreno en ZINEBI 62.[15][16]
- 2021 El Tesoro de Benito. Estreno en ZINEBI 63.[17]
- 2022 Benitoren Bizitza: maitasunaren indarrez.[18]
- 2023 GalateaBot. Estreno en el Festival Mujerdoc de Soria.[19]
- 2023 WikiEmakumeOK DOnK. Estreno en ZINEBI 65.[20]

## Premios y reconocimientos
- 2021 SU Saria de Getxoblog, por su trayectoria con blogs en euskera.[21]